# ヨハネス・ブラームス
ヨハネス・ブラームス（独: Johannes Brahms、1833年5月7日 - 1897年4月3日）は、ドイツの作曲家、ピアニスト、指揮者。J.S.バッハ（Bach）、ベートーヴェン（Beethoven）と共にドイツ音楽における三大Bとも称される。ハンブルクに生まれ、ウィーンに没する。作風は概してロマン派音楽に属するが、古典主義的な形式美を尊重する傾向も強い。
ベートーヴェンの後継者ととらえる人もおり、指揮者のハンス・フォン・ビューローは彼の『交響曲第1番 ハ短調』を「ベートーヴェンの交響曲第10番」と評した。

## 生涯

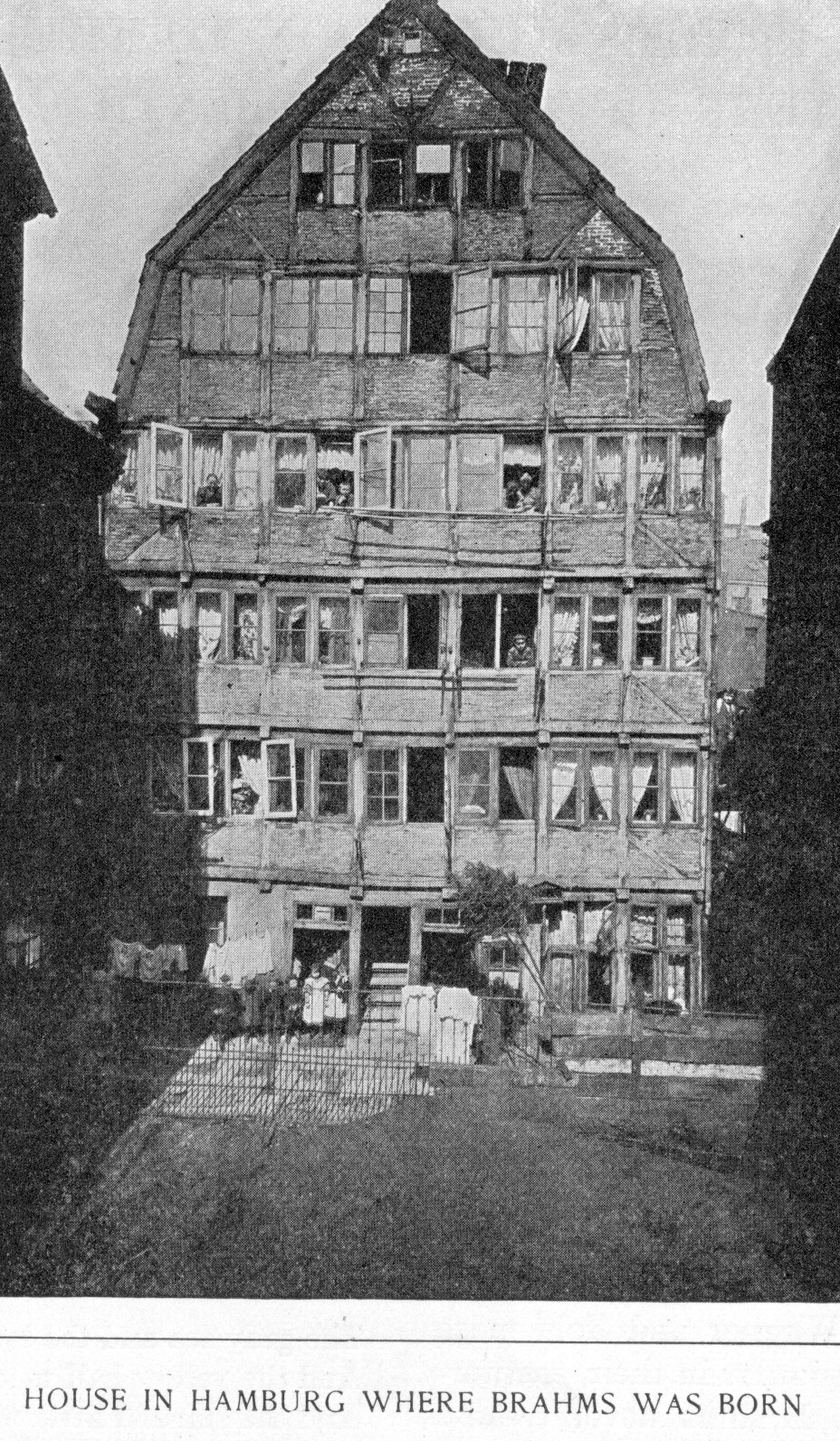
ハンブルクの生家

1833年5月7日にハンブルクで生まれた。彼に最初の音楽レッスンを行った父は、市民劇場のコントラバス奏者だった。後年になってブラームスが語った話によると、家の表札には「Brahmst（ブラームスト）」と書かれていたという。しかし子供の頃から「ブラームス」と頭に刷り込まれていた彼は、最後の「t」が嫌で、表札をしょっちゅう指でこすり、しまいには消してしまった。そのせいで父に届いた親方検定合格証は「ブラームス」と書かれたものになった。彼曰く、「親父がtを取るように、少しずつ慣れさせたんだよ」このブラームスの話が冗談なのか実話なのかは不明だが、実際に「Brahmst」と書かれた1849年4月14日の「音楽の夕べ」のプログラムが残っている。
7歳の時からオットー・フリードリヒ・ヴィリバルト・コッセルにピアノを学ぶようになった。ブラームスはピアノの早熟な才能を現し、10歳の時に初めてステージに立った。この時彼の演奏を聴いたアメリカの興行師がアメリカ演奏旅行を提案した。両親は賛成したが、コッセルはこれに反対し、より高度な音楽教育が受けられるように、コッセルの師である作曲家でピアニストのエドゥアルト・マルクスゼンに師事させた。しかしブラームスの生家は貧しかったため、13歳のころからレストランや居酒屋でピアノを演奏することによって家計を支えた。ブラームス自身はピアニストとして確かな腕を持っていたが、同時代の名手と比べると地味な存在であり、後に作曲に専念すると決意してほとんど演奏活動からは手を引く。しかし1859年と1881年には、『ピアノ協奏曲第1番 ニ短調』（作品15）と『ピアノ協奏曲第2番 変ロ長調』（作品83）の初演を自ら行っている。

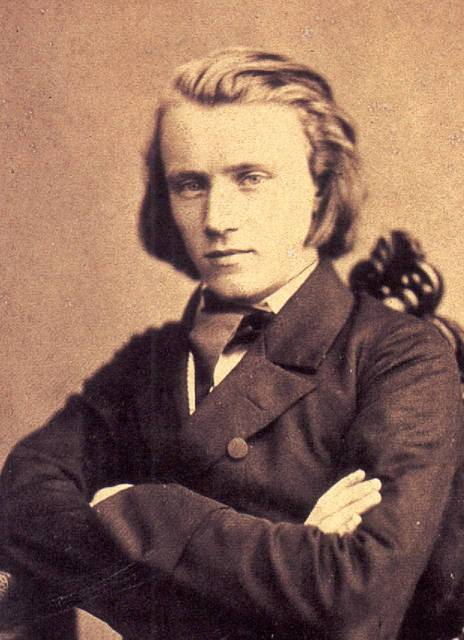
若き日のブラームス（1853年）

マルクスゼンに師事し始めたころからブラームスは作曲を始めたものの、この時期の作品は厳しい自己批判のため破棄されほとんど現存しない（作曲年が確定している現存する最古の曲は、1853年にゲッティンゲンの音楽監督のアルノルト・ヴェーナーの音楽帳に記入したピアノ曲「アルバムのページ Albumblatt」である。また、1847年から1852年の間に書かれたとみられる男性合唱曲「ポスティヨンの夜の歌」も発見されている）。1853年にハンガリーのヴァイオリニスト、エドゥアルト・レメーニと演奏旅行に行き、彼からジプシー音楽を教えてもらったことが創作活動に大きな影響を及ぼした。この旅行で2人はヨーゼフ・ヨアヒムに会いに行き、ヨアヒムはブラームスの才能を称賛した。ブラームスもヨアヒムに敬意を抱き、2人の親交は以後も長年にわたり続いた。次いでヨアヒムの勧めで2人はフランツ・リストに会いにヴァイマールに行ったが、リストとはそれほどうまくいかなかった。ここでブラームスとレメーニは仲たがいを起こし、ブラームスはヨアヒムの元に戻った。ヨアヒムら友人たちがロベルト・シューマンに会うことを強く勧めたため、9月30日にブラームスはデュッセルドルフのシューマン邸を訪ねた。
この出会いは両者にとって幸福なものだった。シューマンはブラームスの演奏と音楽に感銘を受け、『新しい道』と題する評論を『新音楽時報』に発表してブラームスを熱烈に賞賛し、ブラームスの作品を広めるために重要な役割を演じた。ブラームスもまたシューマンを強く尊敬し、シューマンの没後もその敬意は変わらなかった。またこの時、ブラームスは14歳年上のシューマンの妻クララと知り合い、生涯に渡って親しく交流を続けることになった。しかしこの頃すでにシューマンは梅毒による精神疾患に悩まされており、1854年2月には投身自殺未遂を起こしてボン近郊の療養施設に収容された。ブラームスはこれを聞くとデュッセルドルフに駆けつけ、シューマン家の家政を手伝い一家を助けた。こうしたなかでブラームスとクララの距離は近づき、1855年ごろのクララへの手紙の中では彼女のことを「君」と表現するなど、恋愛に近い関係になったと推測される時期もあった。しかしブラームスはシューマンも強く尊敬しており、1856年にシューマンが死去したのちも彼女と結婚することはなかった。とはいえシューマン一家とは生涯にわたり親交を続けた。1857年にはリッペ＝デトモルト侯国に音楽家として招かれ、1859年まで3年間にわたり秋から年末にかけてデトモルトの侯国宮廷で勤務した。また1858年にはアガーテ・フォン・ジーボルト（Agathe von Siebold　いわゆる「シーボルト事件」で著名なフィリップ・フランツ・フォン・シーボルトの従弟の子に当たる）と婚約しながら、翌1859年には「結婚には踏み切れない」との理由で一方的に破談にしている。
1862年にウィーンを初めて訪れた後、ブラームスはウィーン・ジングアカデミーの指揮者としての招聘を受けウィーンに居着くことになる。1869年までには活動の本拠地をウィーンに移すことを決め、1871年にカールスガッセ4番地へと移り住んだ。この時期の間にブラームスは1868年に完成した『ドイツ・レクイエム』などの作品で高い評価を確立した。1865年には母が、1872年には父が死去している。ウィーン移住からおよそ10年後の1876年に、19年の歳月をかけた『交響曲第1番 ハ短調』（作品68）を完成させた。この作品は後に指揮者のビューローをして「ベートーヴェンの10番目の交響曲のようだ」と語らしめた。他の3つの交響曲は、それから比較的短い間隔で書き上げられ、第1番から間もない1877年には『第2番 ニ長調』（作品73）が、1883年に『第3番 ヘ長調』（作品90）が、そして1885年に最後の『第4番 ホ短調』（作品98）が、それぞれ発表された。
ブラームスは1878年から1893年までの間に8回イタリアを訪問し、気持ちの良い地方を探して夏の間に作曲した。1889年12月2日、トーマス・エジソンの代理人の依頼で『ハンガリー舞曲第1番』とヨーゼフ・シュトラウスのポルカ・マズルカ『とんぼ』を蓄音機に録音した。これは史上初の録音（レコーディング）とされている。またこのときのピアノ演奏で、初めて自身の老いを自覚したと言われる。翌1890年、57歳になり意欲の衰えを感じたブラームスは作曲を断念しようと決心して遺書を書き、手稿を整理し始めた。

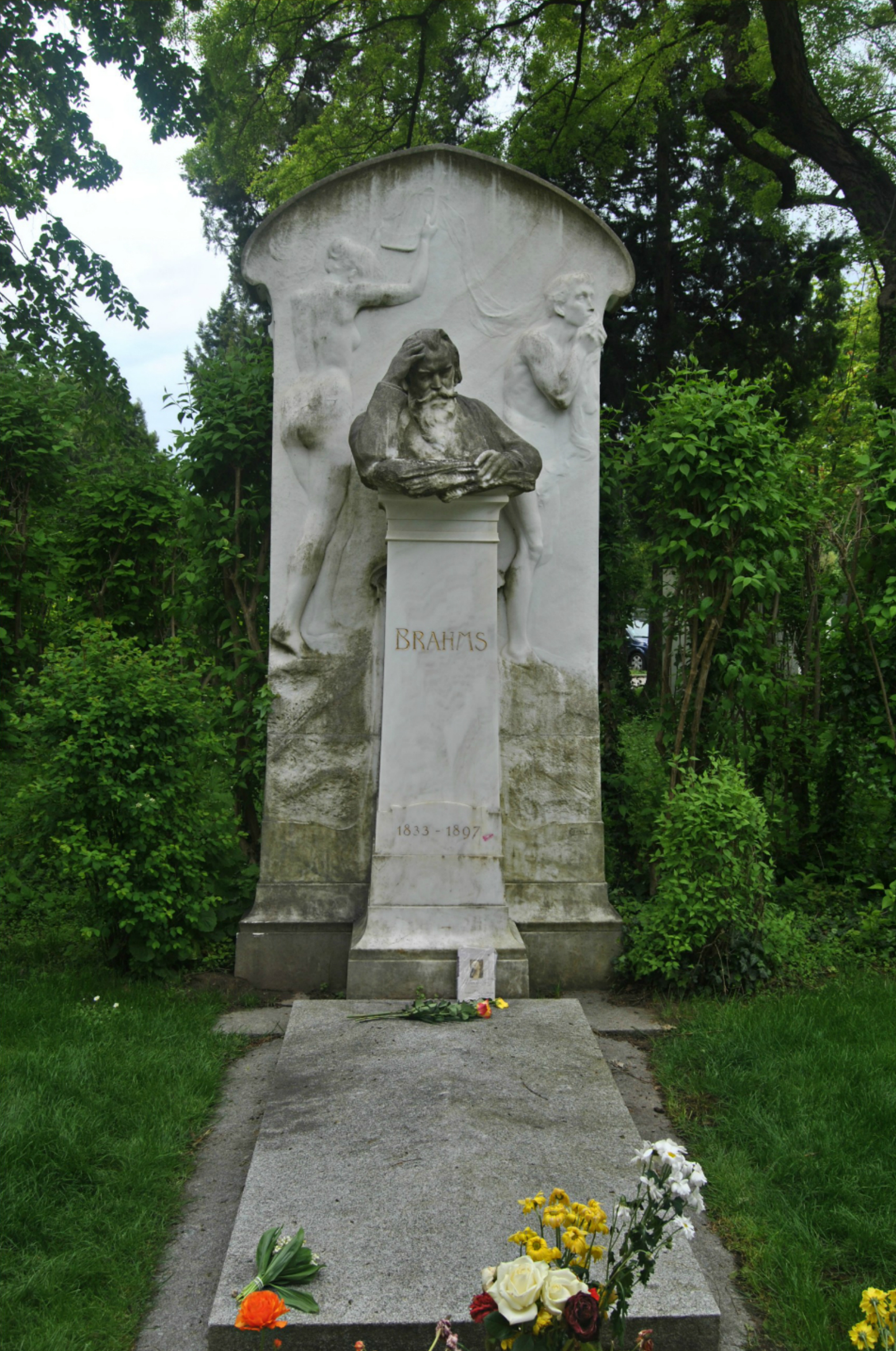
ウィーン中央墓地にあるブラームスの墓

しかし彼は決心を守ることが出来なかった。1891年にクラリネット奏者リヒャルト・ミュールフェルトの演奏に触発されて創作意欲を取り戻したブラームスは、『クラリネット三重奏曲 イ短調』（作品114）、『クラリネット五重奏曲 ロ短調』（作品115、1891年）、2つの『クラリネットソナタ（ヴィオラソナタ）』（作品120、1894年）を書き上げた。そして『7つの幻想曲』（作品116、1891年）から『4つの小品』（作品119、1892年）までの4つのピアノ小品集、『4つの厳粛な歌』（作品121、1896年）などの傑作を生み出した。これらの作品は、晩年の寂寥と宗教的境地に満ちていると評されている。また、1890年ごろには琴の演奏も聞いており、当時出版された日本の民謡集の楽譜に書き込みが残されている。1896年5月20日に生涯親交を保ち続けたクララ・シューマンが死去したのちブラームスの体調も急速に悪化していき、翌1897年4月3日、肝臓癌によりウィーンで逝去した。63歳没。1897年4月6日、ウィーン市の中心部ドロテーア通りにある、ルター派のオーストリア福音主義教会アウクスブルク信仰告白派のルター派シュタット教会で葬儀が行われた。遺体はウィーン中央墓地に埋葬された。ハンブルクの生家は長く残っていたが、1943年7月のハンブルク空襲で焼失し、現在は記念碑がある。

## ブラームスに対する影響
大部分のロマン派の作曲家と同様、ブラームスは自身の『交響曲第1番』に見られるようにベートーヴェンを崇拝していた。
また古典派の作曲家モーツァルトとハイドンも敬愛していた。彼らの作品の第一版と自筆稿（特に有名なのがハイドンの『太陽四重奏曲』、モーツァルトの『交響曲第40番』）を集め、そのうえ演奏用の版を編集した。古典派への愛着はジャンルの選択においても現れている。彼の手によるソナタ、交響曲と協奏曲では古典的な形式を採用し、ソナタ形式の楽章を作曲した。特に、管弦楽曲では中重低音域の楽器を偏重し、変奏曲などの複雑な手法を用いたため晦渋と評されることも多い。一般にブラームスはロマン派の作曲家の中で最も古典派に近いと考えられており、「新古典派」と呼ばれることもある。
さらにはそれ以前のバロック音楽にも多大な関心を払っていた。とりわけヨハン・ゼバスティアン・バッハに心酔しており、当時刊行中だったバッハ作品の全集を購読して熱心に研究した。その成果として最も有名なものが『交響曲第4番 ホ短調』の終楽章に置かれた「パッサカリア」で、そのテーマはバッハのカンタータ第150番の主題を応用したものである。また、バッハ研究家フィリップ・シュピッタとも親交が深かった。また、歌曲『逆らえないもの』（作品72-5、ゲーテ作詞）では、冒頭のピアノパートにドメニコ・スカルラッティの『ソナタ ニ長調 K. 223』を引用している。
全く異なる影響は 民族音楽だった。ピアノと声楽のためにドイツ民謡による144曲の歌曲を書いており、また彼のオリジナルの歌曲も多くは民族的な主題を反映するか、地方の生活場面を表現したものである。また、『ハンガリー舞曲集』で分かるように、レメーニから教わったジプシー音楽（当時はハンガリーの民俗音楽だと思われていた）の影響も受け、『ピアノ四重奏曲第1番 ト短調』（作品25）などにその語法を取り込んでいる。

### 楽器
ピアノの構造は、ブラームスの時代にほぼ現在の形態に近い交差弦・総鉄骨構造のものに到達した。しかし、スタインウェイ由来の交差弦・総鉄骨構造がヨーロッパのピアノに導入されてもなお、現代の楽器とは大きな違いがある。
ブラームスが主に使用したのはドイツとウィーンのピアノであり、初期の頃にはハンブルクの会社、バウムガルテン＆ハインズ製のピアノを使ったことがわかっている。ブラームスは、1856年にクララ・シューマンからグラーフピアノを提供され、その後1873年までそのピアノを仕事に使用した。後に彼はその楽器を楽友協会に寄付し、現在は、ウィーンの美術史博物館に展示されている。
またブラームスは、1864年にシュトライヒャー製の楽器の魅力についてクララ・シューマンに手紙を書いている。ブラームスは手紙の中で、ヨハン・バプティスト・シュトライヒャー（ベートーヴェンの友人ナネッテ・シュタインの息子）のピアノを勧めていた。実際ブラームスは、1873年にシュトライヒャーピアノop. 6713を受け取り、最期まで家に保管したことがわかっている。彼はクララに宛てて、「そこ［シュトライヒャーで］なら何を書き、なぜあれこれ書くのかを、私は常に確実にわかるのだ。」と書いた。
そして1880年代の公演では、ブラームスは主にベーゼンドルファーで演奏した。ベーゼンドルファーは、1901年までウィーン式アクションのピアノを製造している。またボンで行った演奏会については、1880年にグロトリアン・シュタインヴェークを、1883年にブリュートナーを用いたことがわかっている。さらにブラームスはベヒシュタインも使っており、1872年にヴュルツブルクで、同じく1872年にケルンで、そして1881年にはアムステルダムで演奏会に用いた。
ブラームスは、フォルテピアノから現代ピアノへの急激な変化の中に生きた当時の音楽家のひとりであるといえる。

## 後世への影響
保守的とされるブラームスだが、アルノルト・シェーンベルクのようにブラームスの音楽に革新的要素を見出す者もいる。シェーンベルクは、特に晩年の『4つの厳粛な歌』で見られる一つのモチーフの徹底的な展開、声とピアノによるカノン的書法などの対位法を「発展的変奏」（英語：developing variation）と呼び、自らの作品において展開した。また、『ピアノ四重奏曲第1番』を管弦楽用に編曲しているが、この曲の冒頭の主題は4音からなる部分動機とその反行形から成り立っており、このような面を「節約、それでいて豊かであること」として高く評価した。
このほか、ブラームスの音楽はマックス・レーガー、ハンス・プフィッツナー、フランツ・シュミット、エルンスト・フォン・ドホナーニにも影響を与えている。

## ブラームスの性格

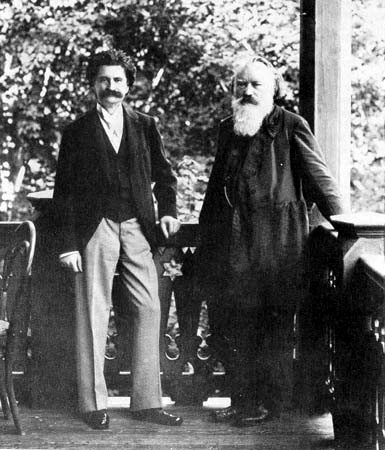
親友ヨハン・シュトラウス2世と共に。
ちなみに、この写真についてブラームスは「写真が出来上がったら、また僕がひどい服を着ていると笑われるんだ。シュトラウスはあんなに歳を食っているのにいまだに伊達男だ。なんて奴だ！僕だっていい加減な服装ではなかったよ。ラフな夏用ハンティング・シャツさ」と語っている。

ベートーヴェンと同様に自然を愛好し、よくウィーン周辺の森を散策した。その際にキャンディを持参して子供たちに与えたりもした。大人に対しては無愛想で皮肉屋だった（このため、作品を貶されたフーゴ・ヴォルフやハンス・ロットらは反ブラームスに転じた）。気持ちを率直に伝えることが苦手で、自分の作品についても語ることを嫌がったという。偉大な人物として扱われることも嫌っており、「大作曲家（ブラームスのこと）の健康を祝して乾杯しよう」という提案に対し、「賛成！モーツァルトの健康に乾杯！」と叫んだこともある。ピアニストとしても優れていたため、友人のサロンなどでしばしば演奏を求められたが、求めに応じることは少なく、応じたときでも弾き飛ばして早く終わらせようとすることが多かった。
彼と友人関係を保った人たちには、前述のクララ・シューマンとヨアヒム、外科医のテオドール・ビルロート、ピアノの弟子でもあったエリーザベト・フォン・ヘルツォーゲンベルクらがいた。しかしヨアヒムやビルロートのような親友とも晩年に諍いを起こしている。
同時代の作曲家ではヨハン・シュトラウス2世と親交があり、互いに作曲家として、およびその作品の良き理解者だった。実際、ブラームスがシュトラウスの夫人アデーレ（継娘アリーチェとする説もある）に送った扇には、シュトラウスの代表作『美しく青きドナウ』の一節が書かれ、さらに「遺憾ながらこの曲はヨハネス・ブラームスの作にあらず」と書き込まれている。また、オペレッタ『くるまば草』の序曲の主題再現部に対旋律をプレゼントしている。ブラームス自身はワルツ『酒、女、歌』を愛好し、ピアノで弾いていたという。ヨハン・シュトラウス2世のワルツ『もろびと手をとり』は、ブラームスに献呈されている。
一方、唯一の作曲の弟子であったグスタフ・イェナーによると、音楽的に間違った音は一音たりとも弾かせず、曲の出来が悪いと「君に必要なのは才能だ」などと容赦なく罵倒したという。しかし、その後イェナーが精神的に追い詰められているのを見ると「これからも僕にほめてもらおうなんて思ってはいけない。これくらいのことでくじけていては、君の全てが台無しになってしまう」と励ます優しさもあったという。
ブラームスの完璧主義は徹底していて、現存するごく一部を除いて完成した作品のスケッチや初稿はほとんど破棄してしまうのが常だった。実際、最初の作品を発表するまでにヴァイオリンソナタ3曲、弦楽四重奏曲20曲以上を世に出すことなく焼き捨てたと発言している。さらに、晩年になっても友人に昔の作品を処分するので持ってくるよう依頼している。このため、ブラームスの初期作品及び、作曲過程の詳細は今日では不明な点が多い。現在では、記録を基に破棄された初稿を復元する試みが行われている（『セレナード第1番 ニ長調』（作品11）、『弦楽五重奏曲ヘ短調』（作品34の初稿）など）。
1860年代以降、作品が人気を博して財政的成功を手に入れた後も質素な生活を好み、3部屋のアパートに家政婦と住んでいた。朝はプラーター公園を散歩し、昼には「赤いはりねずみ」（Zum roten Igel）というレストランに出かけるのが彼の習慣だった。ブラームスは親戚たちへ金品を惜しみなく渡し、そのうえ匿名で多くの若い音楽家を支援した。また、アントニン・ドヴォルザークの才能を見出し、支援したのもブラームスである（ブラームスは、彼のメロディーメーカーとしての才能を羨んで「彼の屑籠をあされば、交響曲が一曲書けるだろう」と語っている）。
リヒャルト・ワーグナーとは反りが合わなかったことで知られているが、ワーグナーは1864年にブラームスと顔を合わせた際に、ブラームス自身が演奏した『ヘンデルの主題による変奏曲とフーガ 変ロ長調』（作品24）を聴いて「古い様式でも、これを扱うすべを心得た人間の手にかかると、まだ何かなしうるものだ」と評価し、一方でブラームスのほうも、ワーグナーの作品をドイツが誇るべき偉大なものと捉え、ワーグナーの楽劇『ラインの黄金』と『ヴァルキューレ』の初演に接した際に、ヨアヒムに宛てて「ワーグナーが当地にいる。僕はおそらくワグネリアンと自称することになるだろう」と書き送っている（しかし、続けて「とはいえ、主として当地の音楽家たちが彼を攻撃する軽薄なやり方に対して、理性ある人間ならばだれでも抵抗するという意味でだけれど」と断りを入れている）。また、クララに宛てた手紙の中でも『ニュルンベルクのマイスタージンガー』の感想を率直に述べ、決して無関心ではいられないことを打ち明けている。さらに、1883年にワーグナーが亡くなった際にも、「巨匠が死んだ。今日はもう何も歌うものはない」と哀悼の意を表し、合唱団の練習を打ち切ったと伝えられている。何より、両者はベートーヴェンを尊敬していたという点が共通する。
ワーグナーの影響を受けたアントン・ブルックナーとも、しばしば衝突した（ブラームスがブルックナーの交響曲を「交響的大蛇」と評したのは有名な話だが、ブラームスが友人に早くブルックナーの『交響曲第8番 ハ短調』の総譜を送ってくるように依頼している事実も見過ごしてはならない）。ブラームスはオルガニストとしてのブルックナーは高く評価していたが、ブラームスの支持者である評論家のエドゥアルト・ハンスリックとブルックナー支持者との間に論争が起こったので、勢い作曲家としては認めることが出来なかった。それでも、同じウィーンに住む者同士の反目は良くないと間に立つ人がいて、両者はブラームス行き付けの「赤いはりねずみ」で会食した。このとき、2人とも肉団子が好物だったことがわかり、打ち解けた雰囲気となった。そのときブルックナーは「ブラームス博士！この店の肉団子こそ我々の共通点ですな！」と言ったと伝えられている。1896年にブルックナーが亡くなった際の葬儀では、ブラームスは会場の扉にたたずんでいた。中に入るよう促されたが、「次はわしが棺桶に入るよ」と寂しそうにつぶやいたという。また、葬儀に居合わせた当時8歳だったベルンハルト・パウムガルトナーは、ブラームスが「好奇心の強い会衆から隠れるようにして、教会の柱のかげで涙を流していた」と伝えている。
ドイツ愛国主義者でもあり、『勝利の歌』（作品55）や、普仏戦争の勝利を祝った『運命の女神の歌』（作品89）などの作品を残している。彼の部屋にはベートーヴェンの像と、ドイツ帝国の宰相オットー・フォン・ビスマルクの写真が飾られていた。一方、ユダヤ系事業家らと親交があったこともあり、「反ユダヤ主義は狂気の沙汰だ」と知人に語ってもいる。

## 代表的な作品
ブラームスの主要な管弦楽作品には、4つの交響曲、2つのピアノ協奏曲、『ヴァイオリン協奏曲 ニ長調』（作品77）などがある。これらの作品は世界各地のオーケストラで、現在でも主要な演奏レパートリーとして取り上げられている。ただし、19世紀の音楽を特徴付ける交響詩には手を染めず、また、最後の10年間は管弦楽作品を全く作曲しなかった。
管弦楽作品以外では室内楽曲、器楽曲、声楽曲を数多く作曲しており、これらのジャンルがブラームスの作品の大半を占めている。最大の声楽の作曲家の一人であるという意見もあり、合唱と管弦楽のための『ドイツ・レクイエム ヘ長調』（作品45）をはじめ、300曲以上の歌曲や合唱曲を書いている。一方、ブルックナーと同様にオペラを書くことはなかった。
変奏曲の大家でもあり、管弦楽曲『ハイドンの主題による変奏曲 変ロ長調』（作品56a）、ピアノ独奏曲『ヘンデルの主題による変奏曲とフーガ 変ロ長調』（作品24）、『パガニーニの主題による変奏曲 イ短調』（作品35）などがある。

### 交響曲
- 交響曲第1番 ハ短調 作品68
- 交響曲第2番 ニ長調 作品73
- 交響曲第3番 ヘ長調 作品90
- 交響曲第4番 ホ短調 作品98

### 管弦楽曲
- セレナード第1番 ニ長調 作品11
- セレナード第2番 イ長調 作品16
- ハイドンの主題による変奏曲 変ロ長調 作品56a
- 大学祝典序曲 ハ短調 作品80
- 悲劇的序曲 ニ短調 作品81

### 協奏曲
- ピアノ協奏曲第1番 ニ短調 作品15
- ピアノ協奏曲第2番 変ロ長調 作品83
- ヴァイオリン協奏曲 ニ長調 作品77
- ヴァイオリンとチェロのための二重協奏曲 イ短調 作品102

### 室内楽曲
- ピアノ三重奏曲第1番 ロ長調 作品8
- ピアノ三重奏曲第2番 ハ長調 作品87
- ピアノ三重奏曲第3番 ハ短調 作品101
- 弦楽六重奏曲第1番 変ロ長調 作品18
- 弦楽六重奏曲第2番 ト長調 作品36
- ピアノ四重奏曲第1番 ト短調 作品25
- ピアノ四重奏曲第2番 イ長調 作品26
- ピアノ四重奏曲第3番 ハ短調 作品60
- ピアノ五重奏曲 ヘ短調 作品34
- チェロソナタ第1番 ホ短調 作品38
- チェロソナタ第2番 ヘ長調 作品99
- ホルン三重奏曲 変ホ長調 作品40
- 弦楽四重奏曲第1番 ハ短調 作品51-1
- 弦楽四重奏曲第2番 イ短調 作品51-2
- 弦楽四重奏曲第3番 変ロ長調 作品67

- ヴァイオリンソナタ第1番 ト長調『雨の歌』 作品78
愛称の由来は、第3楽章に自作の歌曲『雨の歌』を引用していることにちなむ。
- ヴァイオリンソナタ第2番 イ長調 作品100
- ヴァイオリンソナタ第3番 ニ短調 作品108
- ピアノとヴァイオリンのためのスケルツォ ハ短調 WoO 2
ロベルト・シューマンとアルベルト・ディートリヒとともに作曲した『F.A.E.ソナタ』の第3楽章。

- 弦楽五重奏曲第1番 ヘ長調 作品88
- 弦楽五重奏曲第2番 ト長調 作品111
- クラリネット三重奏曲 イ短調 作品114
- クラリネット五重奏曲 ロ短調 作品115
- クラリネットソナタ第1番 ヘ短調 作品120-1
- クラリネットソナタ第2番 変ホ長調 作品120-2

### ピアノ独奏曲
- ピアノソナタ第1番 ハ長調 作品1
- ピアノソナタ第2番 嬰ヘ短調 作品2
- ピアノソナタ第3番 ヘ短調 作品5
- シューマンの主題による変奏曲 嬰ヘ短調 作品9
- 4つのバラード 作品10
- 自作主題による変奏曲 ニ長調 作品21-1
- ハンガリーの歌の主題による変奏曲 ニ長調 作品21-2
- ヘンデルの主題による変奏曲とフーガ 変ロ長調 作品24
- パガニーニの主題による変奏曲 イ短調 作品35
- 8つの小品 作品76
- 2つのラプソディ 作品79
- 7つの幻想曲 作品116
- 3つの間奏曲 作品117
- 6つの小品 作品118
- 4つの小品 作品119

### ピアノ連弾曲
- ワルツ集 作品39
- ハンガリー舞曲集 WoO 1（全4集、21曲）
作品番号を付けず、あくまでも「編曲」として出版された。

### 声楽曲

#### 合唱曲
ブラームスは一時デトモルトで女声合唱団の指揮者をしていたことなどもあって、合唱曲を数多く作曲している。
- ドイツ・レクイエム ヘ長調 作品45
一般的なレクイエムの祈祷文ではなく、ルターによる旧約聖書および新約聖書のドイツ語訳から編集された。
- カンタータ『リナルド』 作品50
- アルト・ラプソディ ハ短調 作品53
- 勝利の歌（Triumphlied） 作品55
- 運命の歌（Schicksalslied） 作品54
- 運命の女神の歌（Gesang der Parzen） 作品89
- 哀悼歌（Nänie） 作品82
- 埋葬（葬送）の歌（Begräbnisgesang） 作品13
- 2つのモテット 作品29
- 2つのモテット 作品74
- 3つのモテット 作品110
- 聖歌 作品30

#### 歌曲
ブラームスは生涯におよそ300の歌曲を残している。以下はそのごく一部である。
- 永遠の愛（Von ewiger Liebe） 作品43-1
- 五月の夜（Die Mainacht） 作品43-2
- 子守歌（Wiegenlied） 作品49-4
- 甲斐なきセレナーデ （Vergebliches Ständchen） 作品84-4
- 野の寂寥（Feldeinsamkeit） 作品86-2
- 私のまどろみはいよいよ浅く（Immer leiser wird mein Schlummer） 作品105-2
- 歌曲集『ティークのマゲローネによるロマンス』 作品33
- 4つの厳粛な歌 作品121

#### 重唱曲
- 愛の歌 作品52
- 新しい愛の歌 作品65
- 4つの四重唱曲 作品92
- ジプシーの歌（Zigeunerlieder） 作品103

## 録音
1. Alexandre Oguey, Neal Peres da Costa. Pastoral Fables. Played on a copy of the 1868 Streicher & Sons piano made by Paul McNulty.
2. Boyd McDonald. Johannes Brahms. The piano Miniatures. Played on the 1851 Streicher piano.
3. Hardy Rittner. Johannes Brahms. Piano Works Vol.4 Played on the 1846 Bosendorfer, 1856 and the 1868 Streicher pianos.